# Triple Nine Society
La Triple Nine Society (TNS) és una associació voluntària de persones de quocient intel·lectual alt (146 a l'escala Wechsler), la intel·ligència és més alta que la del 99,9% de la població general. Es pot comparar la TNS amb Mensa International, on els membres necessiten tenir resultats superiors al 98% de la població. En altres paraules, Mensa selecciona una persona de cada 50 per a l'admissió, mentre que la TNS selecciona una per 1.000, sent vint vegades més selectiva.
Com Mensa, la TNS accepta els resultats d'altres exàmens estandarditzats per a l'admissió. Els que volen ser membres han de visitar el lloc de la TNS. Els membres de la TNS provenen de diferents llocs de la societat, practiquen professions diverses, i habiten en prop de 50 països del món. Hi ha membres de partits polítics, i unes enquestes informals indiquen que el grup més fort és el dels llibertaris.
Hi ha més de 1.600 membres de la TNS; la majoria viuen als Estats Units. Publiquen una revista, "Vidya", que conté articles sobre una varietat de temes; una part tracta temàtiques serioses, mentre que l'altra té un enfocament més de diversió i relaxació. Els membres es comuniquen per una llista de correu electrònic molt activa, un xat cada setmana i conferències.
Els membres contribueixen amb 30 dòlars per una subscripció estàndard de 12 números de Vidya, o 10 dòlars per una subscripció electrònica.